# IC 2184
IC 2184 (również PGC 21123 lub UGC 3852) – układ dwóch oddziałujących ze sobą galaktyk, znajdujący się w gwiazdozbiorze Żyrafy w odległości około 162 milionów lat świetlnych od Ziemi. Są to najprawdopodobniej galaktyki spiralne z poprzeczką widoczne od strony krawędzi dysku. Galaktyki te oddalają się od Ziemi z prędkością około 3604 km/s. IC 2184 odkrył Guillaume Bigourdan 24 stycznia 1900 roku.